# Télédiffusion d'Algérie
 (mai 2014).
Si vous disposez d'ouvrages ou d'articles de référence ou si vous connaissez des sites web de qualité traitant du thème abordé ici, merci de compléter l'article en donnant les références utiles à sa vérifiabilité et en les liant à la section « Notes et références ».
TéléDiffusion d'Algérie (en arabe : البث الإذاعي والتلفزي الجزائري) est la société nationale algérienne chargée de la gestion des émetteurs algériens et de la diffusion des programmes des radios et des télévisions en Algérie. Télédiffusion d'Algérie est un membre actif de l'Union européenne de radio-télévision (UER).

## Histoire
Le décret no 86-147 du 1er juillet 1986 sépare les activités gérées par la Radiodiffusion télévision algérienne (RTA) en 4 organismes autonomes : une entreprise nationale de télédiffusion (TDA), une entreprise nationale de radiodiffusion sonore (ENRS), une entreprise nationale de production audiovisuelle (ENPA) et une entreprise nationale de télévision (ENTV).

## Gouvernance

### Direction générale
- Chawki Sahnine (juin 2016 - novembre 2019)[1]
- Said Boudjemadi (novembre 2019 - avril 2021)[1],[2]
- Fadhila Boumeridja (avril 2021 - janvier 2022)[2]
- Rachid Bestam (depuis janvier 2022)[3]

## Datacenter
TéléDiffusion d'Algérie compte aussi un datacenter pour l'hébergement web en Algérie. Fournisseur d’accès Internet depuis 1999, TDA dispose d’une connexion Internet haut débit, dédiée, symétrique, redondée et sécurisée donnant accès au Backbone international via les liens SEA-ME-WE4 et ALPAL 
Forte de ses 15 années dans le domaine de l'hébergement web, TDA met au service de ses clients une équipe d’experts à forte valeur ajoutée pour accompagner les clients dans leurs projets.